# Dortmund Stadtbahn
A Dortmund Stadtbahn egy nyolc vonalból álló könnyűvasúti hálózat Németországban, Dortmundban, mely integrálva van a Rajna-Ruhr Stadtbahn hálózatba.
A hálózat összesen 75 kilométer hosszúságú, ebből 20,5 km alagútban fut a föld alatt. Összesen 125 állomást szolgál ki, ebből 24 földalatti. Üzemeltetője a Dortmunder Stadtwerke AG. A Stadtbahn 1435 mm-es nyomtávolságú, a járművek 750 voltos egyenáramú felsővezetékről üzemelnek.

## Hálózat
A rendszer nyolc U-Bahn vonalból áll:
| Vonal | Útvonal | Ütem         | Megállók (földalatti megállók) | Járművek       |
| ----- | --- | ------------ | ------------------------------ | -------------- |
| U41   | (Lünen-Brambauer Verkehrshof – Brambauer Krankenhaus – Herrentheystraße – Dortmund-Brechten, Oetringhauser Straße –) Brechten Zentrum – Wittichstraße – Maienweg – Waldesruh – Grävingholz – Externberg – Amtsstraße – Zeche Minister Stein – Güterstraße – Fredenbaum – Immermannstraße/Klinikzentrum – Lortzingstraße – Münsterstraße – Leopoldstraße – Dortmund Hbf – Kampstraße – Stadtgarten – Dortmund-Stadthaus S – Markgrafenstraße – Märkische Straße – Karl-Liebknecht-Straße – Willem-van-Vloten-Straße – Dortmund-Hörde Bf – Hörde, Clarenberg Diese Linie verkehrt auf der Stammstrecke I                       | 10(/20) perc | 28 (12)                        | B80C/6, B80C/8 |
| U42   | Grevel – Droote – Scharnhorst Zentrum – Flughafenstraße – Gleiwitzstraße – Kirchderne – Franz-Zimmer-Siedlung – Schulte Rödding – Bauernkamp – An den Teichen – Burgholz – Eisenstraße – Glückaufstraße – Brunnenstraße – Brügmannplatz – Reinoldikirche – Stadtgarten – Städtische Kliniken – Dortmund-Möllerbrücke S – Kreuzstraße – Theodor-Fliedner-Heim – An der Palmweide – Am Beilstück – Barop Parkhaus – Eierkampstraße – Harkortstraße – Hombruch Hallenbad – Grotenbachstraße Diese Linie verkehrt auf der Stammstrecke II                                                                                        | 10 perc      | 28 (8)                         | B80C/6, B100S  |
| U43   | Dorstfeld Betriebshof – Wittener Straße – Ottostraße – Ofenstraße – Heinrichstraße – Unionstraße – Westentor – Kampstraße – Reinoldikirche – Ostentor – Lippestraße – Funkenburg – Von-der-Tann-Straße – Berliner Straße – Am Zehnthof – Juchostraße – Rüschebrinkstraße – Pothecke – Knappschaftskrankenhaus – Oberdorfstraße – Brackel Kirche – Brackel Verwaltungsstelle – In den Börten – Döringhoff – Businkstraße – Asseln Aplerbecker Straße – Am Hagedorn – Ruckebierstraße – Zugstraße – Eichwaldstraße – Bockum Weg – Wickede Post – Dollersweg – Dortmund-Wickede S Diese Linie verkehrt auf der Stammstrecke III | 10 perc      | 34 (5)                         | NGT8           |
| U44   | Walbertstraße/Schulmuseum – Dortmund-Marten Süd S – Auf dem Brümmer – Poth – Dorstfeld Betriebshof – Wittener Straße – Ottostraße – Ofenstraße – Heinrichstraße – Unionstraße – Westentor – Kampstraße – Reinoldikirche – Geschwister-Scholl-Straße – Enscheder Straße – Borsigplatz – Vincenzheim – Westfalenhütte Diese Linie verkehrt auf der Stammstrecke III | 10 perc      | 19 (4)                         | NGT8           |
| U45   | (Fredenbaum – Immermannstraße/Klinikzentrum – Lortzingstraße – Münsterstraße – Leopoldstraße –) Dortmund Hbf – Kampstraße – Stadtgarten – Dortmund-Stadthaus S – Markgrafenstraße – Westfalenpark – Remydamm – Westfalenhallen Diese Linie verkehrt auf der Stammstrecke I | 10 perc      | 13 (7)                         | B80C/8         |
| U46   | Brunnenstraße – Brügmannplatz – Reinoldikirche – Stadtgarten – Saarlandstraße – Polizeipräsidium – Westfalenhallen Diese Linie verkehrt auf der Stammstrecke II | 10 perc      | 7 (7)                          | B80C/8         |
| U47   | Dortmund-Westerfilde S – Obernette – Buschstraße – Parsevalstraße – Huckarde Bushof – Huckarde Abzweig – Insterburger Straße – Hafen – Schützenstraße – Leopoldstraße – Dortmund Hbf – Kampstraße – Stadtgarten – Dortmund-Stadthaus S – Markgrafenstraße – Märkische Straße – Kohlgartenstraße – Voßkuhle – Lübkestraße – Max-Eyth-Straße – Stadtkrone Ost – Hauptfriedhof – Allerstraße/Westfälische Klinik für Psychiatrie – Westendorfstraße – Schürbankstraße – Aplerbeck Diese Linie verkehrt auf der Stammstrecke I                                                                                                   | 10 perc      | 27 (8)                         | B80C/6, B80C/8 |
| U49   | (Hafen – Schützenstraße – Leopoldstraße –) Dortmund Hbf – Kampstraße – Stadtgarten – Dortmund-Stadthaus S – Markgrafenstraße – Westfalenpark – Rombergpark – Hacheney Diese Linie verkehrt auf der Stammstrecke I | 10 perc      | 11 (8)                         | B80C/8         |

Az U41-es és az U47-es vonalak a 490-es buszhoz csatlakoznak, amellyel a Dortmundi repülőtérre utazhatunk.

## Járművek
| Sorozat                                   | Gyártási év                          | Pályaszám                |
| ----------------------------------------- | ------------------------------------ | ------------------------ |
| B80C/6 (B6C) (Stadtbahnwagen Typ B)       | 1986–1993                            | 301–343                  |
| B80C/8 (B8C, átalakítva a B6C sorozatból) | 1996                                 | 344–354                  |
| B80C/8 (B8C) (Stadtbahnwagen B)           | 1996–1999                            | 355–364                  |
| B100S (B1C) (Stadtbahnwagen B, ex Bonn)   | 1973–1974, átépítve 2003–2010 között | 401 (eredetileg 365)–410 |
| NGT8 (U43/44) (Bombardier Flexity)        | 2007–2012                            | 1–47                     |
| N6C (Stadtbahnwagen N)                    | 1980, átépítve 1996-ban              | 902                      |
| Karbantartó jármű (ex GT8)                | 1985                                 | 911                      |
| Windhoff-Síncsiszológép                   | 2007                                 | 912                      |
| Karbantartó jármű (ex GT8)                | 1982                                 | 917                      |
| Schöndorff-háború előtti villamoskocsi    | 1930                                 | 259                      |

## Képek

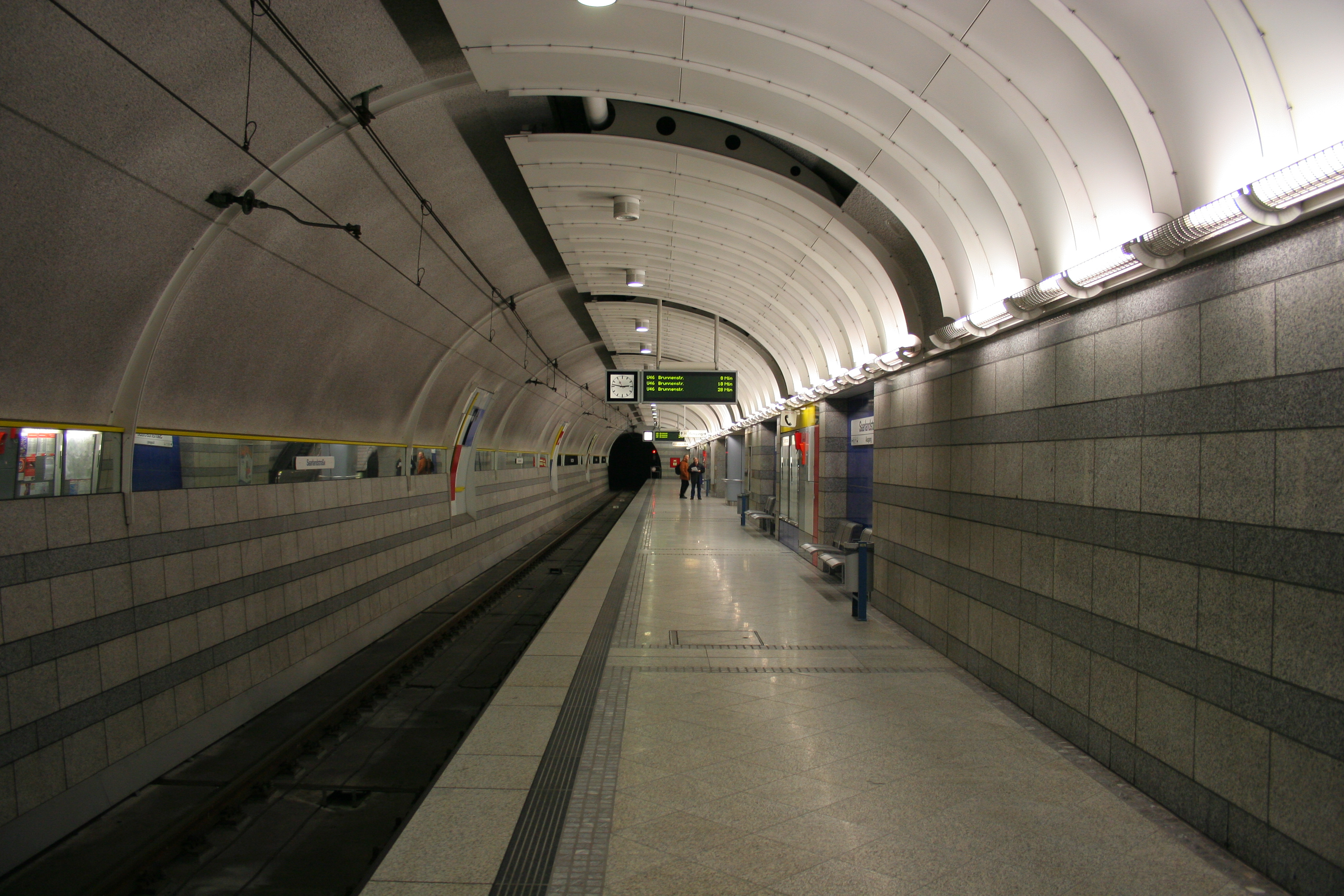
Saarlandstraße állomás
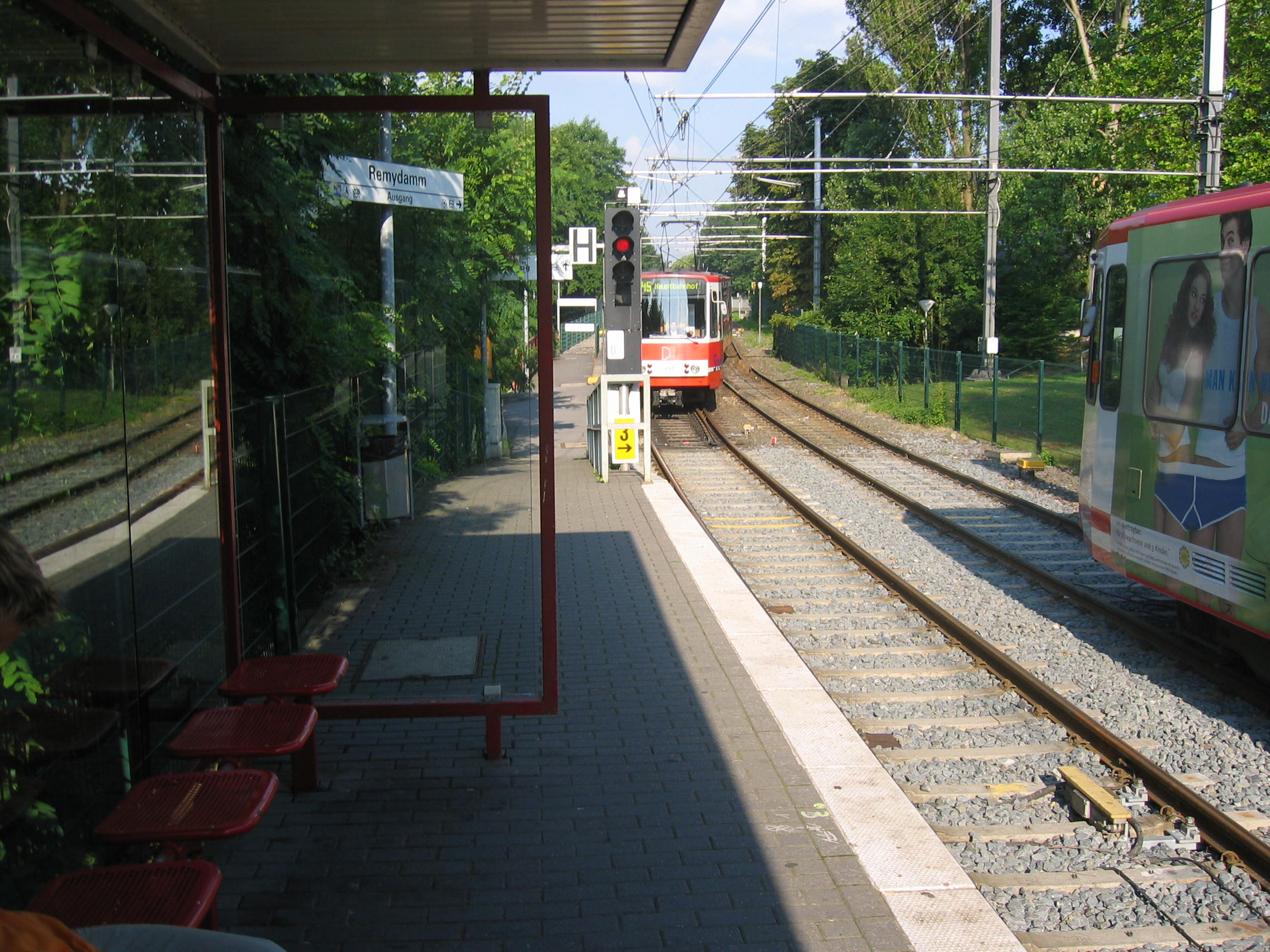
B80 sorozatú vonatok egy felszíni állomáson
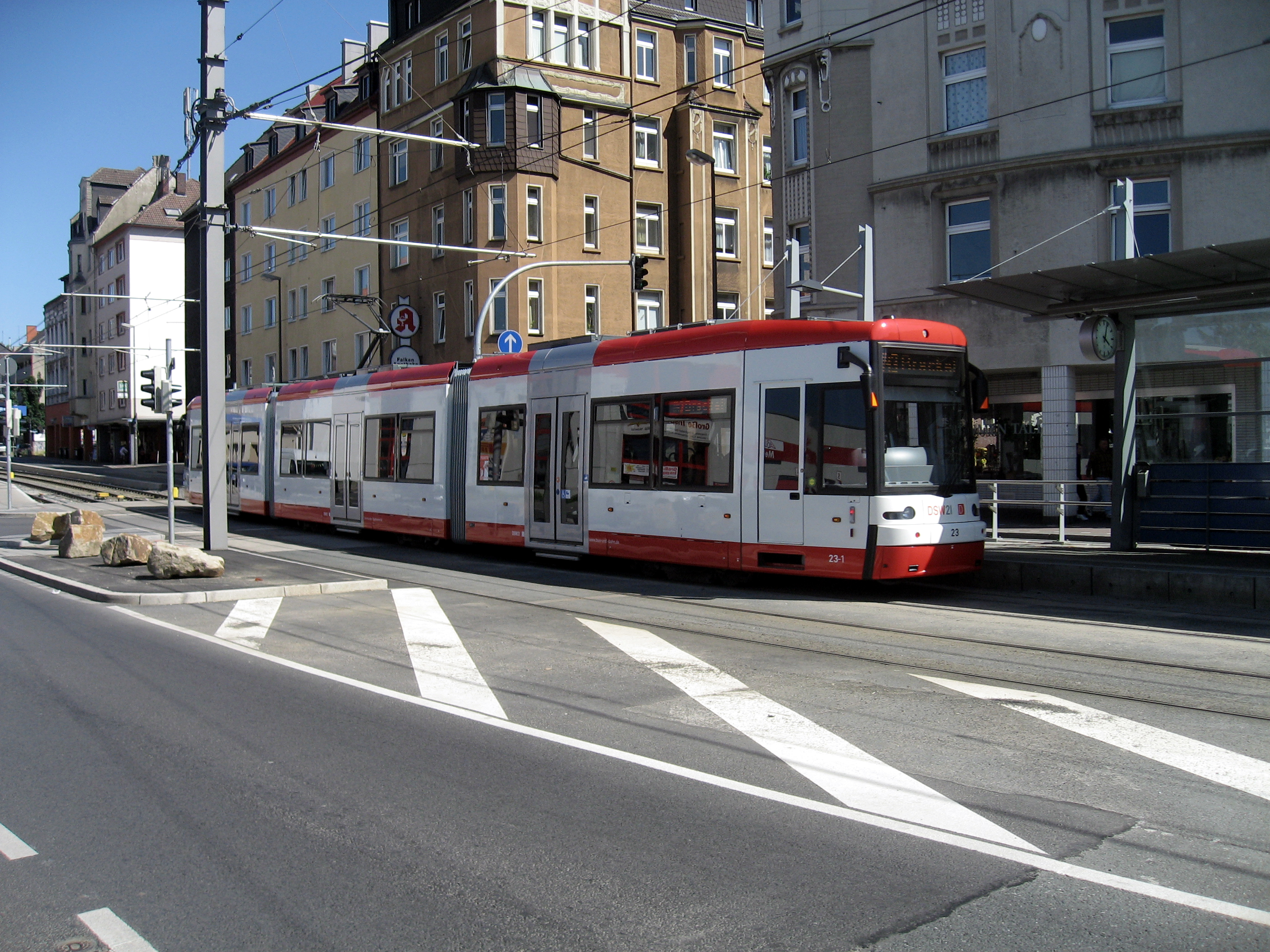
Stadtbahn a korábbi villamospályán
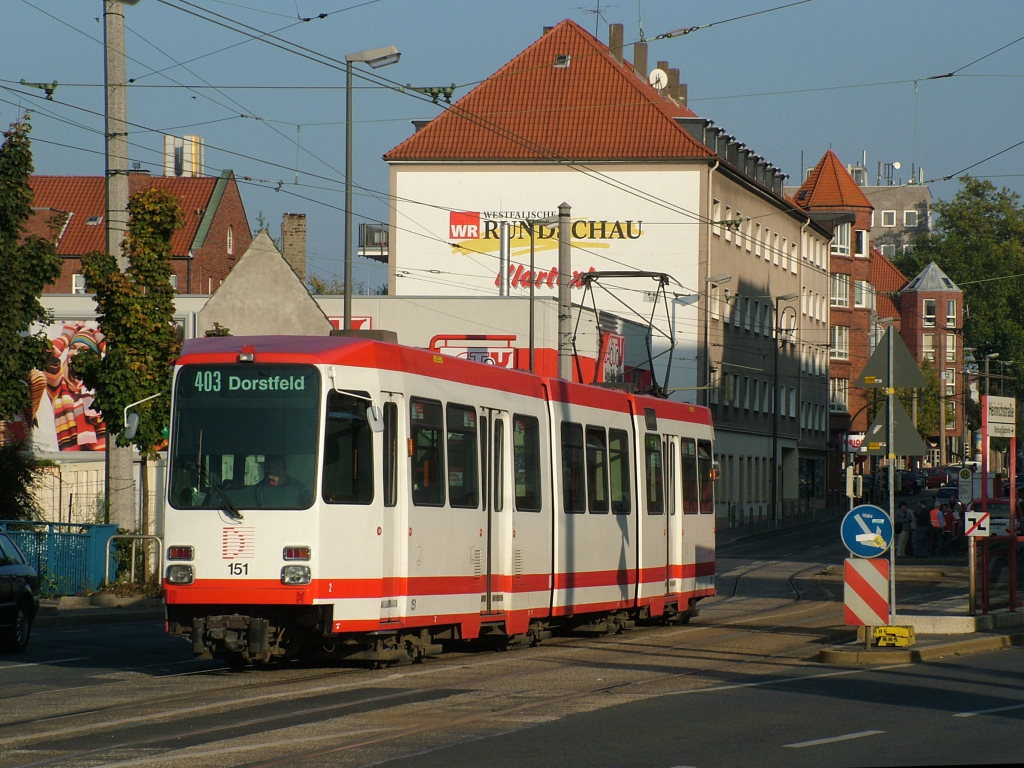
N8 vonat a 403-as villamos vonalán
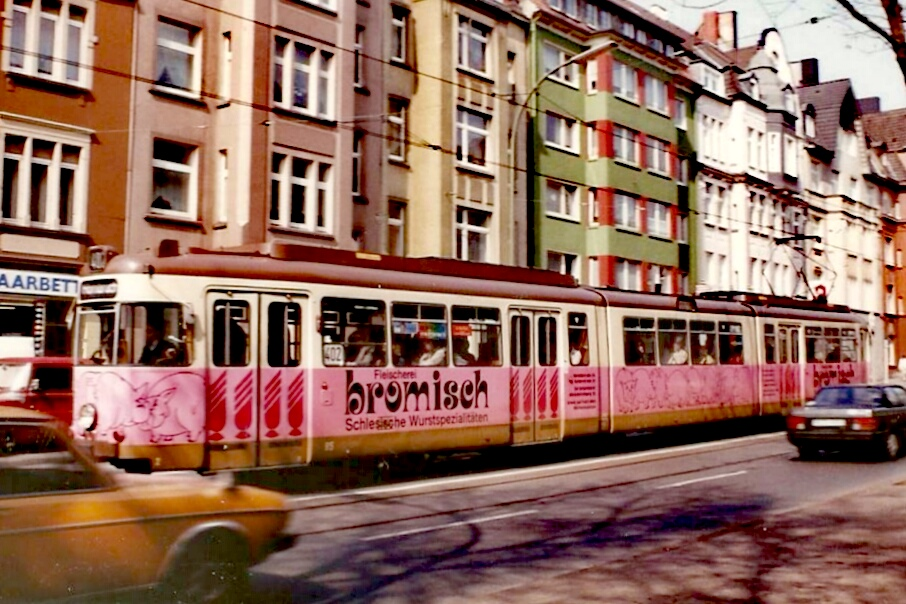
GT8 vonat a 402-es villamoson#